# Paul Mbongo
Paul Mbongo (ur. 8 stycznia 1971) − kameruński bokser, olimpijczyk.

## Kariera amatorska
W 1995 r. zdobył srebrny medal na igrzyskach afrykańskich w Harare. W finale pokonał go reprezentant Kenii Peter Opiyo. W 1996 r., Mbongo startował na igrzyskach olimpijskich, reprezentując Kamerun w kategorii półciężkiej. W 1/16 finału pokonał swojego rywala z igrzysk afrykańskich Petera Opiyo. W walce o ćwierćfinał Kameruńczyk przegrał z Troyem Rossem. Mbongo w 1997 r. był półfinalistą igrzysk frankofońskich w kategorii półciężkiej, a w 2001 r. został zwycięzcą w kategorii ciężkiej.

## Kariera zawodowa
W latach 2003–2007 był czynnym zawodowcem jednak nie odniósł znaczących sukcesów. Na zawodowym ringu wygrał trzynaście z piętnastu pojedynków.